# Dwór w Ogrodnicy
Dwór w Ogrodnicy – dwór w Ogrodnicy w województwie dolnośląskim.

## Architektura
Piętrowy dwór wybudowany na rzucie prostokąta, kryty dachem czterospadowy z lukarnami. Od frontu dwupiętrowy ryzalit z głównym wejściem zwieńczony frontonem w kształcie wieżyczki, krytej dachem wieżowym. Oprócz dworu w skład zespołu dworsko-folwarcznego wchodzą:
- park
- folwark[3].

Budynek został wpisany jako pałac do gminnej ewidencji zabytków gminy Środa Śląska.